# Сент-Вінсентський ботанічний сад

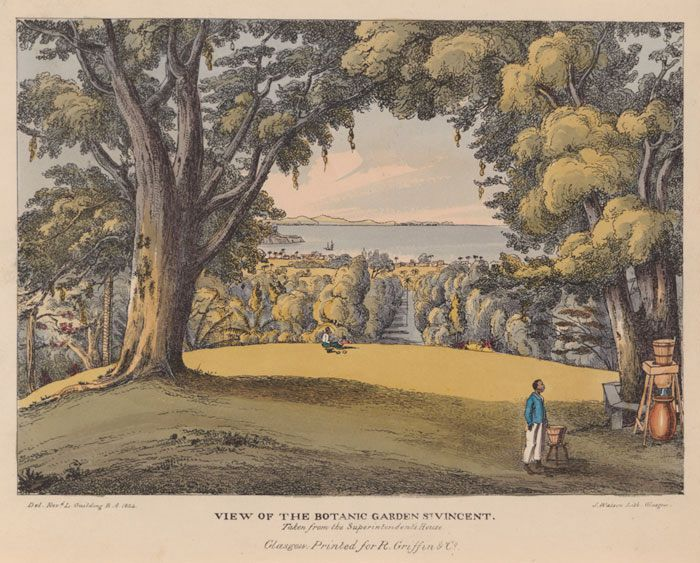
Ленсдаун Гілдінг, «Вид на ботанічний сад Сент-Вінсенту», 1825

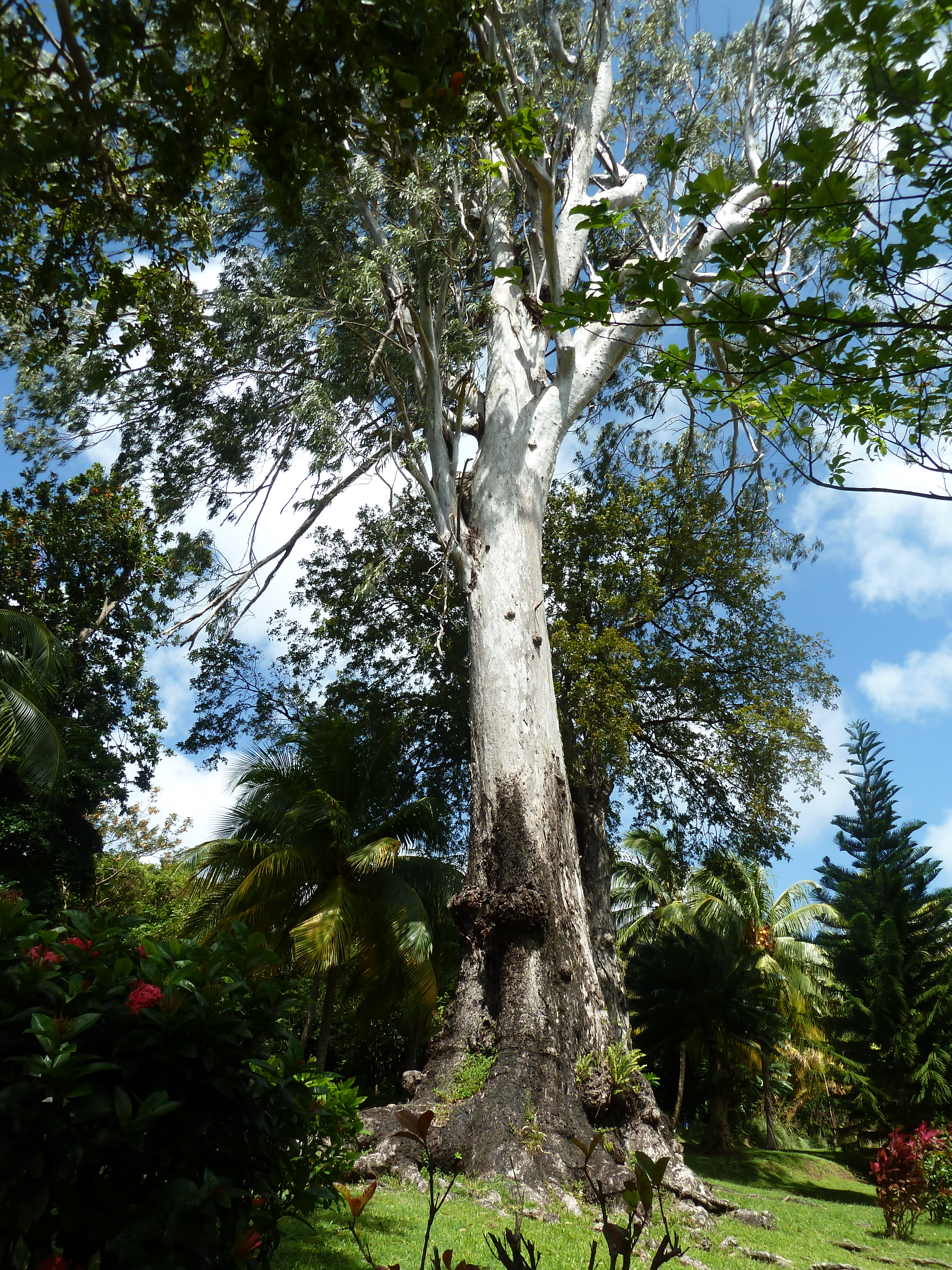
Евкаліпт у ботанічному саду

Ботанічний сад Сент-Вінсент і Гренадин‎ (англ. The St Vincent and the Grenadines Botanic Gardens) — ботанічний сад у місті Кінгстаун (острів Сент-Вінсент, Сент-Вінсент і Гренадини). Міжнародний код ботанічного саду SVGRF.

## Історія
Ботанічний сад був заснований в 1765 році генералом Робертом Мелвіллом, губернатором британських південних Карибських островів (Сент-Вінсент і Гренадини, Гренада, Домініка і Тобаго). У той час сад перебував у віданні британського військового відомства. Головною функцією саду було «вирощування і поліпшення багатьох місцевих рослин, а також імпорт інших рослин зі схожим кліматом», що «буде мати велику користь для громадськості й значно поліпшить ресурси острова». Було виділено й очищено 20 акрів земельних угідь. 
Першим куратором саду був доктор Джордж Янг, садівник і військовий хірург. Він курирував сад у перші роки після його створення. У 1779-1783 роках острів був під владою Франції, але доктор Янг залишався куратором і в цей час. Він також тісно співпрацював з генералом де Бує, головнокомандувачем французькими військами на Мартиніці, який також був великим любителем ботаніки. Вони організували обмін рослинами між ботанічними садами Сент-Вінсенту і Мартиніки.
У 1783 році доктор Олександр Андерсон змінив доктора Янга на посаді куратора. У Андерсона були налагоджені добрі зв'язки з відомими британськими ботаніками, зокрема з сером Джозефом Бенксом, що дуже допомогло у придбанні нових рослин для саду. У саду в той час була вирощена чудова колекція місцевих і екзотичних рослин. 1791 року з Французької Гвіани були доставлені мускатний горіх і чорний перець. Андерсон також впровадив такі важливі рослини, як Syzygium malaccense та карамбола.
1793 року корабель «Провіденс» під командуванням Вільяма Блая доставив з острова Таїті в Полінезії в ботанічний сад саджанці хлібного дерева. Доставка саджанців на таку далеку відстань в той час було подвигом садівничої майстерності. Як відомо, перша спроба капітана Блая доставити саджанці на борту корабля «Баунті» шістьма роками раніше закінчилася бунтом на кораблі. Але цього разу все закінчилося благополучно, саджанці, висаджені в ботанічному саду, поклали початок плантаціям у Вест-Індії, а капітан Блай повернувся в Англію на «Провіденсі» з 465 горщиками й двома ваннами рослин з Сент-Вінсентського ботанічного саду, які були відправлені в Королівські ботанічні сади в К'ю.
XIX століття було не найкращим часом для ботанічного саду, він поступово занепав. Лише 1884 року були зроблені спроби відновити сад, а з 1890 року почалися роботи по як по сільськогосподарській, так і по ботанічній тематиці.

## Колекції
У ботанічному саду росте близько 500 таксонів рослин. Тут представлені акантові, агавові, анакардієві, Annonaceae, барвінкові, бігнонієві, молочайні, Lecythidaceae, бобові, мімозові, мальпігієві, мальвові, мелієві, шовковицеві, миртові, пальмові, маренові, вербенові, імбирні.
Деякі види дерев ботанічного саду: хлібне дерево, авокадо, джекфрут, карамбола, нім, іланг-іланг, кориця, корифа зонтична, манго, моринда лимонолиста, вогняне дерево, олійна пальма, тикове дерево, фікус бенгальський, Adansonia digitata, Araucaria heterophylla, Cassia fistula, Couroupita guianensis, Ravenala madagascariensis, Terminalia catappa.
Деякі інші рослини ботанічного саду: олеандр звичайний, Aloe vera, Allamanda cathartica, Alpinia purpurata, Bougainvillea glabra, Caesalpinia pulcherrima, Calliandra purpurea, Dillenia suffruticosa, Eryngium foetidum, Heliconia rostrata, Ixora coccinea, Jatropha integerrima, Lagerstroemia indica, Thunbergia grandiflora.